# Europarekord
Europarekord är ett sportbegrepp för det främsta resultatet noterat av en medborgare i ett europeiskt land i till exempel friidrott eller simning. För att rekord skall godkännas behövs ett antal krav, stipulerade av respektive organiserande förbund, uppfyllas. Exempel på sådana är negativt dopningstest (som visar att rekorden inte har satts av en dopad idrottsutövare), högst 2.0 m/s vind (i friidrott), det vill säga samma krav som ställs för att världsrekord eller svenska rekord skall godkännas. Idrottsutövaren måste vara medborgare i ett europeiskt land vid det tillfälle rekordet noteras, det finns dock inga krav på att individen måste vara född på kontinenten. Ett exempel på detta är den Nigeriafödde portugisiske friidrottaren Francis Obikwelu. Obikwelu blev portugisisk medborgare 2001 varför hans 19,84 sek på 200 meter från 1999 inte räknas som portugisiskt (dock nigerianskt rekord). Däremot räknas Obikwelus 9,86 sek på 100 meter från 2004 som såväl europeiskt som portugisiskt rekord.
Då Ryssland och Turkiet är med i de europeiska friidrotts- och simningsförbunden kan ryska och turkiska medborgare noteras för Europarekord men inte asiatiska rekord, fastän de två länderna geografiskt ligger både i Europa och Asien (på samma vis som en egyptisk medborgare endast kan noteras för afrikanskt, ej asiatiskt rekord).
I simning innehas ett antal europarekord för närvarande (2023) av svenskar. I friidrott (utom gång) var Patrik Sjöberg 1987–1990 och 1990–2007 ensam svensk europarekordinnehavare utomhus med sitt 2,42 i höjdhopp från Stadion 1987 (Patrik Bodén innehade spjutrekord mars–juli 1990, och Carolina Klüft satte sjukampsrekord 2007, räknas även gång var Sjöberg ensam till 1992 då Stefan Johansson satte 20 000 metersrekord).